# Amos (prorok)

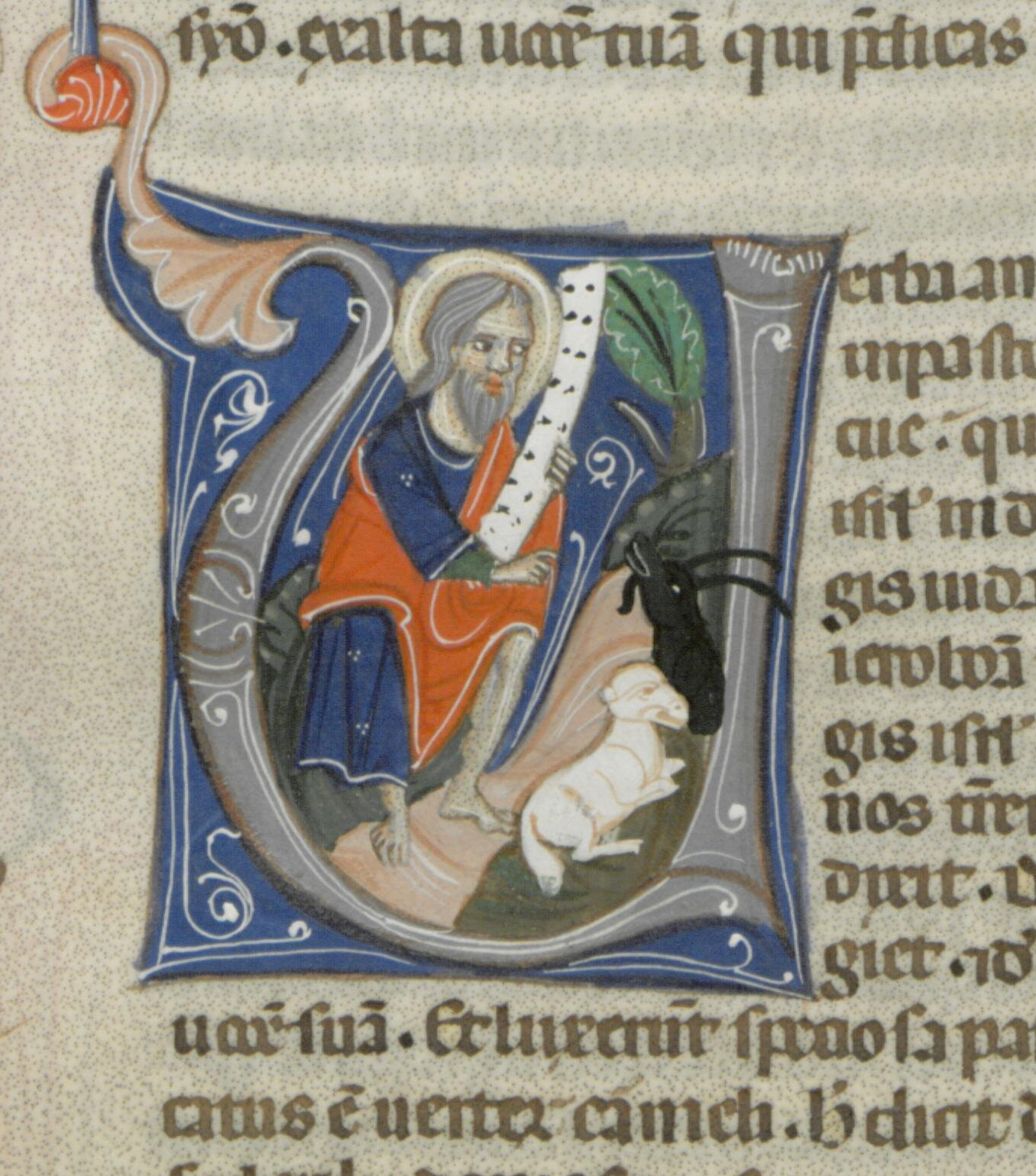
Miniatura przedstawiająca proroka Amosa pochodząca z Biblii łacińskiej z 1. poł. XIV w. (Biblioteka Uniwersytecka we Wrocławiu, sygn. I F 3, k. 309v)

Amos − jeden z dwunastu proroków mniejszych, czczony jako święty.

## Życiorys
Głównym źródłem wiedzy o Amosie jest jedna z ksiąg prorockich Starego Testamentu. Pochodził z judzkiego miasta Tekoa leżącego w odległości 18 kilometrów na południe od Jerozolimy. Początkowo parał się pasterstwem i hodowlą drzew figowych, później rozpoczął swoją prorocką działalność w Państwie Północnym, głównie w schizmatyckim sanktuarium w mieście Betel. Piętnował demoralizację, deprawujący luksus i nieprawości jakie spotykały niezamożnych mieszkańców Betel i Samarii, a wobec braku posłuchu zaczął przepowiadać kary Boże. Dokładny czas jego działalności nie jest znany, choć bez wątpienia przypadała ona na okres panowania Jeroboama II, czyli na lata 782-753 p.n.e. W opinii biblistów, opartej na opisywanych w Księdze Amosa zdarzeniach, porównanych z asyryjskimi dokumentami, były to lata 765-763 p.n.e. Amos prawdopodobnie opuścił Betel i powrócił do Tekoa, gdzie według starożytnej tradycji znajduje się jego grób.
Różnił się on od innych proroków głównie tym, że nie był zrzeszony przy Świątyni, lecz został posłany przez Jahwe z osobistym objawieniem i misją.
Wizja religijna Amosa jest uniwersalistyczna: Bóg Jahwe Izraela jest Jedynym Bogiem całego świata i wszystkich narodów, czuwa nad sprawiedliwością, wyznacza nagrody i kary, lecz szczególnie dba o Swój naród wybrany, zaś władzę sprawuje ze Świątyni w Jeruzalem. Jego wspomnienie obchodzone jest 31 marca.

## Księga Amosa
Pisarski styl Amosa odznacza się przejrzystością i malowniczością opisów. Można znaleźć u niego wiele porównań z wiejskiego życia, związanych z jego pasterskim pochodzeniem. Chętnie nawiązuje dialog ze słuchaczami i w odpowiedniej chwili przekazuje im proroctwo.

## Ikonografia
W ikonografii przedstawiany jest w tunice lub stroju pasterskim. Jego atrybuty to księga lub zwój i stado baranów lub owce. Księga i nawiązują do jego księgi prorockiej. Stado baranów i owce nawiązują do codziennego pasterskiego życia.